# 著作権管理士
著作権管理士（ちょさくけんかんりし）は、日本の会社「株式会社知的所有権協会」が認定する民間資格である。この「資格」に法的根拠はなく、同社が実施する資格商法である。

## 概要
特許出願のように費用をかけずにアイデアを保護する方法として、著作権登録の指導に努めることを業務とする「知的所有権（著作権）の登録の普及員」の資格である。なお、ここでの「知的所有権（著作権）登録」とは、文化庁による著作権の登録制度ではなく、知的所有権協会による独自の私的な登録制度であって著作権法などの法律で定められたものではない。
また、そもそも著作権は表現を保護するものであって、アイデア自体を保護するものではない。アイデアは、特許や実用新案によって保護されるものである。そして、日本の著作権法では、著作権は、何ら手続を必要とせずに、創作とともに自然発生するという無方式主義が採用されており、登録は著作権の発生の要件ではない。文化庁による著作権の登録制度も、コンピュータ・プログラムの創作日や匿名著作の場合の著作者を証明しやすくするためなどに設けられているものである。
日本弁理士会では、関係各省庁と協力して、著作権登録商法に対する注意を呼びかけている。